# Marín, Tabasco
Marín är en ort i Mexiko.   Den ligger i kommunen Cunduacán och delstaten Tabasco, i den sydöstra delen av landet, 600 km öster om huvudstaden Mexico City. Marín ligger 19 meter över havet och antalet invånare är 945.
Terrängen runt Marín är mycket platt. Runt Marín är det tätbefolkat, med 411 invånare per kvadratkilometer. Närmaste större samhälle är Cárdenas, 18,1 km väster om Marín. Omgivningarna runt Marín är en mosaik av jordbruksmark och naturlig växtlighet.